# Florina (mela)
Florina, a volte anche chiamata Querina, è una cultivar di melo.

## Storia

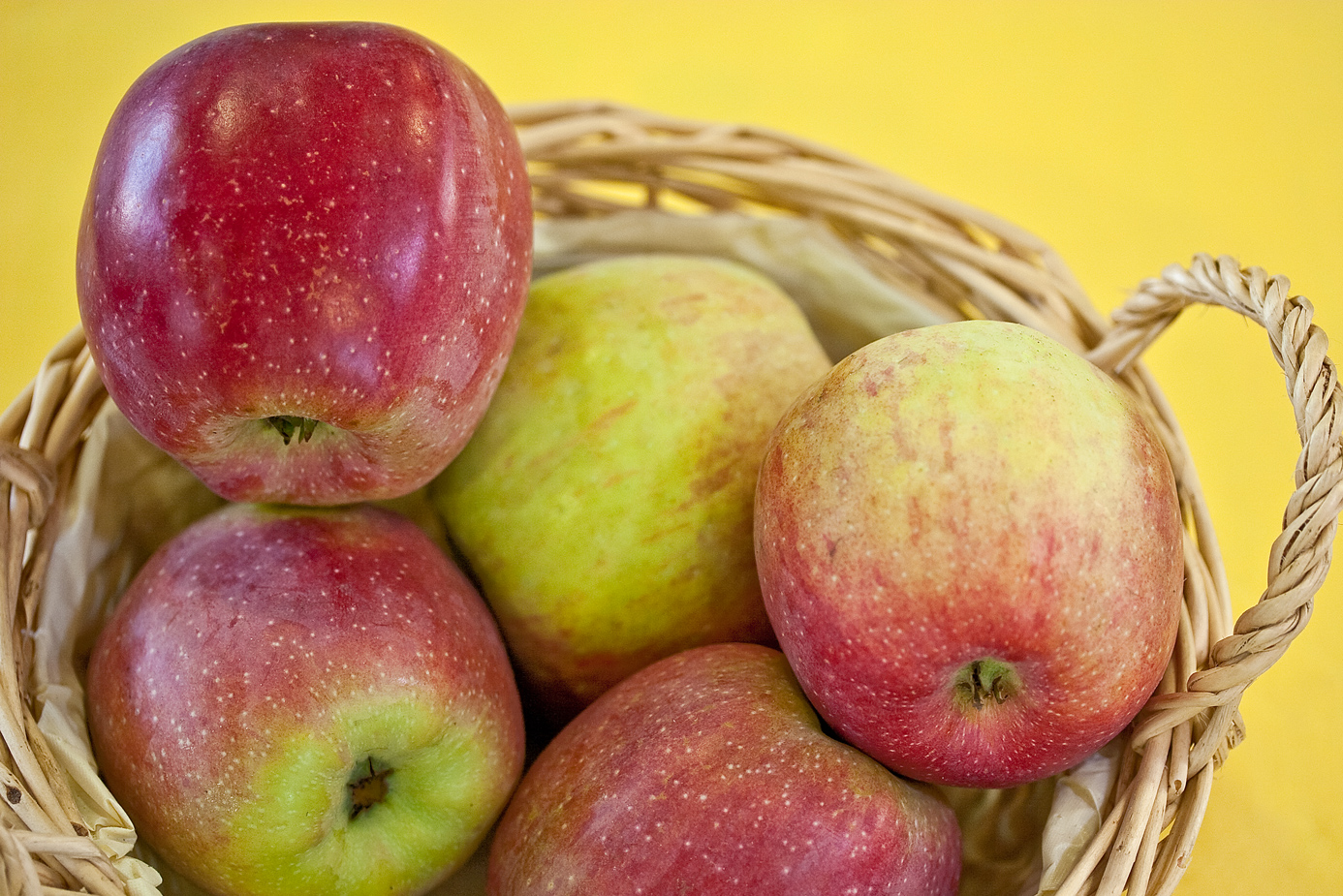
Un cestino di mele Florina

La cultivar è di origine francese, e combina caratteristiche di Jonathan, Golden Delicious e Rome. Venne selezionata a Angers dalla locale "Station de Recherches d'Arboriculture Fruitiere". Per quanto ottenuta in Francia il patrimonio genetico di partenza è quindi americano.

## Descrizione

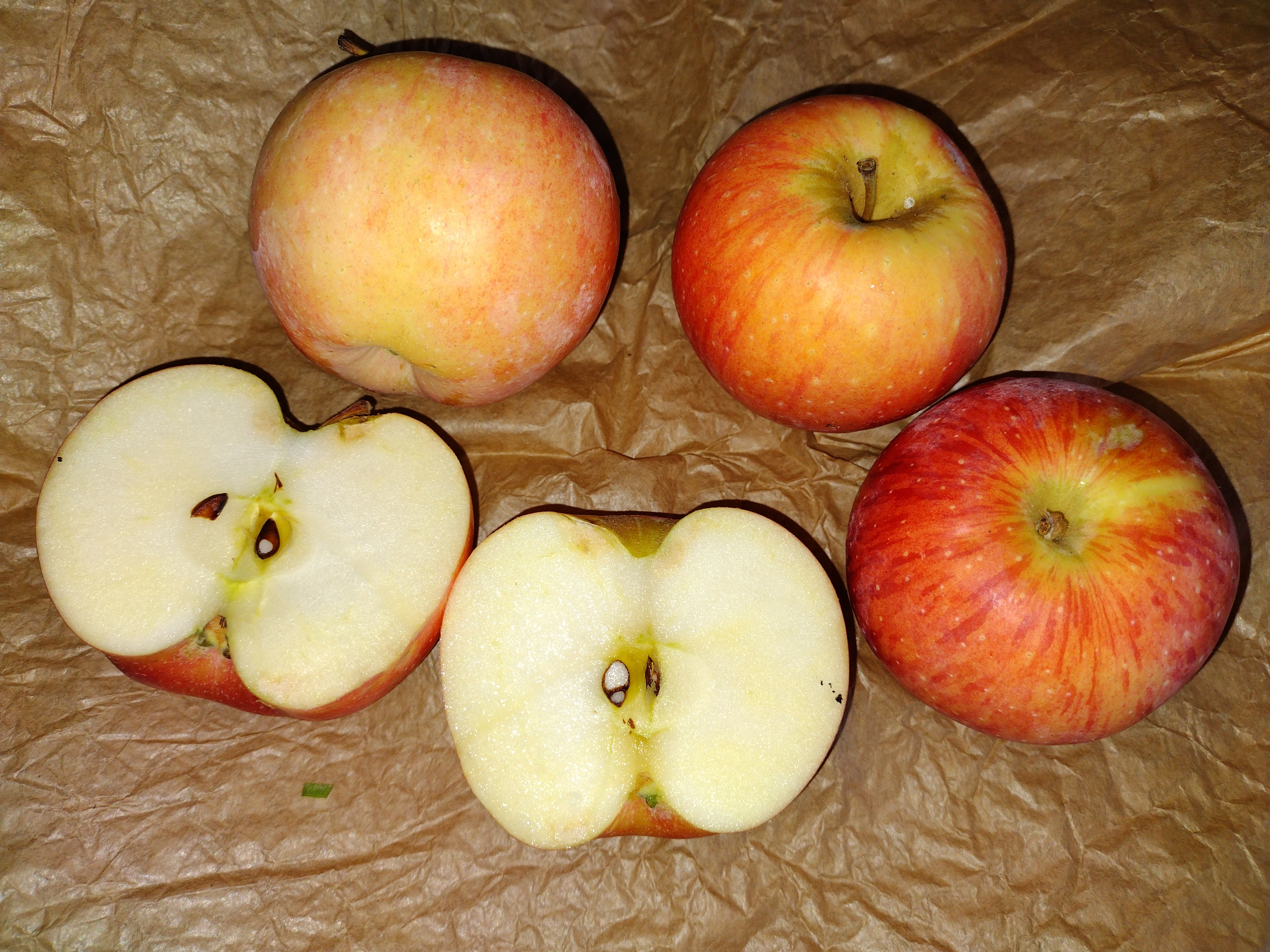
Frutti sezionati

Florina ha frutti di pezzatura medio-grande, buccia dal colore piacevole, con una colorazione rosso-porpora che copre quasi completamente un colore di fondo giallo. La polpa è di consistenza media, aromatica, dal sapore dolce-acidulo, e tradizionalmente veniva usata soprattutto per il consumo a crudo, anche se oggi l'utilizzo principale è quello industriale. Il tenore in zuccheri è del 13,4 %, quello in acidi dello 0,57%. Dopo la raccolta il frutto si conserva in uno stato ottimale per circa tre mesi. Come molte altre cultivar le piante di Florina sono auto-sterili e necessitano quindi di impollinazione incrociata. Florina rappresenta un buon impollinatore per altre cultivar.

## Coltivazione
La cultivar è resistente alla ticchiolatura. In passato era più diffusa, ma oggi si tendono a preferire altre cultivar in particolare per la tendenza all'alternanza produttiva tra un anno e l'altro e la potatura piuttosto difficile da eseguire. Rappresenta comunque tuttora, almeno in Italia, la mela tardiva più diffusa. La coltivazione in aree montane dà risultati relativamente più soddisfacenti di quella in pianura.